# Brigitta Sipőcz
| 84921 Morkoláb          | 9 novembre 2003   |
| 90370 Jókaimór          | 7 luglio 2003     |
| 95954 Bayzoltán         | 23 agosto 2003    |
| 114987 Tittel           | 26 agosto 2003    |
| 114990 Szeidl           | 26 agosto 2003    |
| 114991 Balázs           | 26 agosto 2003    |
| 115058 Tassantal        | 4 settembre 2003  |
| 115059 Nagykároly       | 5 settembre 2003  |
| 115254 Fényi            | 22 settembre 2003 |
| 115885 Ganz             | 6 novembre 2003   |
| 128062 Szrogh           | 6 luglio 2003     |
| 133161 Ruttkai          | 24 agosto 2003    |
| 133250 Rubik            | 5 settembre 2003  |
| 157020 Fertőszentmiklós | 26 agosto 2003    |
| 161349 Mecsek           | 19 settembre 2003 |
| 163819 Teleki           | 7 settembre 2003  |
| 177157 Skoffelza        | 18 settembre 2003 |
| 191341 Lánczos          | 24 agosto 2003    |
| 191551 Glücklich        | 6 novembre 2003   |
| 196736 Munkácsy         | 19 settembre 2003 |
| 209054 Lombkató         | 23 agosto 2003    |
| 209089 Csépevaléria     | 18 settembre 2003 |
| 228893 Gerevich         | 6 settembre 2003  |
| 230656 Kovácspál        | 19 settembre 2003 |
| 235201 Lorántffy        | 23 settembre 2003 |
| 240364 Kozmutza         | 20 settembre 2003 |
| 253412 Ráskaylea        | 23 agosto 2003    |
| 265059 Bajorgizi        | 18 settembre 2003 |
| 287693 Hugonnaivilma    | 24 agosto 2003    |
| 287711 Filotáslili      | 26 agosto 2003    |
| 287787 Karády           | 20 settembre 2003 |
| 334756 Leövey           | 4 settembre 2003  |
| 344641 Szeleczky        | 23 agosto 2003    |
| 390743 Telkesmária      | 20 settembre 2003 |
| 399565 Dévényanna       | 20 settembre 2003 |
| 402008 Laborfalviróza   | 26 agosto 2003    |
| 413233 Várkonyiágnes    | 20 settembre 2003 |
| 446957 Priellekornélia  | 19 settembre 2003 |
| 464745 Péterrózsa       | 5 settembre 2003  |
| 474440 Nemesnagyágnes   | 5 luglio 2003     |
| 524638 Kaffkamargit     | 21 settembre 2003 |
| 639292 Szabózoltán      | 23 agosto 2003    |
| 653564 Genersich        | 18 settembre 2003 |

Brigitta Sipőcz (...) è un'astronoma ungherese.
È ricercatrice all'Università dell'Hertfordshire.
Il Minor Planet Center le accredita la scoperta di quarantasei asteroidi, effettuate tutte nel 2003 in collaborazione con Krisztián Sárneczky.